# ۱۰۰۵ (قمری)
۱۰۰۵ (قمری)، هزار و پنجمین سال در گاهشماری هجری قمری است. اول محرم این سال برابر با بیست و پنجم اوت سال ۱۵۹۶ میلادی است.

## درگذشتگان
- خان احمد خان، آخرین کارکیای کیاییان گیلان که بعد از پدرش به سلطنت نشست و پس از پنج سال کنار رفتن از سلطنت در عثمانی وفات یافت.

## وابسته
- سی‌وسه‌پل
- فرهنگ جهانگیری